# Caio Luiz de Almeida Vieira de Mello
Caio Luiz de Almeida Vieira de Mello (Río de Janeiro, 23 de julio de 1949) es un abogado y juez laboral brasileño, que se desempeñó como el último titular del Ministerio de Trabajo de Brasil, en el gobierno de Michel Temer, antes de la disolución de la cartera ministerial en el gobierno de Jair Bolsonaro.

## Biografía
Estudió derecho en la Universidad Federal de Minas Gerais (UFMG). Su padre y su hermano integraron el Tribunal Superior del Trabajo.
Iniciado en la magistratura laboral en 2001, se desempeñó como juez de segunda instancia hasta marzo de 2012 y llegó a ser vicepresidente del Tribunal Regional del Trabajo de la Tercera Región (TRT-3) entre 2008 y 2009. Hacia 2018 se desempeñaba como consultor en un estudio de abogados.
Asumió como ministro de trabajo el 10 de julio de 2018 en reemplazo del ministro interino Eliseu Padilha que quedó a cargo por la destitución de Helton Yomura, acusado de corrupción.